# Substanzinduzierte Psychose
Eine substanzinduzierte Psychose (auch bekannt als Drogenpsychose oder drogeninduzierte Psychose) ist eine psychotische Störung, die mit oder ohne ärztliche Verordnung von einer oder mehreren psychotropen Substanzen (wie z. B. Alkohol, Cannabinoide, Kokain, Amphetamine, Halluzinogene, neue psychoaktive Substanzen etc.) ausgelöst wurde. Substanzinduzierte Psychosen können unter Umständen irreversibel (unheilbar), aber auch vorübergehend sein. Psychiatrisch sind sie unter exogenen Psychosen klassifiziert.
Gemäß den Kriterien des Diagnostic and Statistical Manual of Mental Disorders, 5. Auflage (American Psychiatric Association, 2013) ist die substanzinduzierte Psychose (SIP) eine Störung, die durch das Vorhandensein von Wahnvorstellungen oder Halluzinationen gekennzeichnet ist, welche während oder kurz nach der Einnahme einer Substanz auftreten und bis zu einem Monat anhalten. Es scheint jedoch auch eine Untergruppe von Personen zu geben, die anfällig für anhaltende Symptome sind, die das derzeitige (Stand 2021) diagnostische Schema in Frage stellt, das eine Unterscheidung zwischen substanzinduzierten Psychosen und Schizophrenie-Spektrum-Störungen vornimmt.
Psychoaktive Substanzen können Psychosen verursachen oder auslösen; bereits abgeklungene Psychosen können erneut ausbrechen. Hierfür reicht unter Umständen bereits einmaliger Konsum. Psychotische Störungen durch Substanzgebrauch werden wie andere Psychosen behandelt und heilen nicht immer durch Abstinenz vollständig aus. 

## Einordnung nach ICD-10
| Es gibt folgende Formen der substanzinduzierten Psychose: - schizophreniform (F1x.50) - vorwiegend wahnhaft (F1x.51) - vorwiegend halluzinatorisch (F1x.52) - vorwiegend polymorph (F1x.53) - vorwiegend affektiv (F1x.54–56, jeweils depressiv, manisch bzw. gemischt) | Nach ICD-10-GM (2014) unterscheidet sich eine psychotische Störung durch Substanzgebrauch (F1x.5) von folgenden anderen Störungen: - (F1x.0) akute Intoxikation (akuter Rausch) - (F1x.1) schädlicher Gebrauch - (F1x.2) Abhängigkeitssyndrom - (F1x.3) Entzugssyndromen - (F1x.4) Entzugssyndrom mit Delir - (F1x.6) Amnestisches Syndrom - (F1x.7) Restzustand und verzögert auftretende psychotische Störung - (F1x.8) Sonstige psychische und Verhaltensstörungen - (F1x.9) Nicht näher bezeichnete psychische und Verhaltensstörung |

## Alkohol
Neben organischen Schäden an Magen, Herz und vor allem der Leber wird auch das Gehirn durch regelmäßigen Alkoholkonsum beeinträchtigt. Erkrankungen des Gehirns sind insbesondere das Delirium tremens, eine lebensgefährliche Erkrankung mit wahnhafter Wahrnehmung wie beispielsweise Spinnen, „weiße Mäuse“ usw. mit heftiger Erregung, Schlaflosigkeit, Angst und Desorientierung. Weiterhin existiert das Korsakow-Syndrom (auch Korsakoff psychosis), eine Form der Amnesie (Gedächtnisstörung).
Alkoholpsychosen existieren in der Form des alkoholischen Eifersuchtswahns (ICD-10 F10.51) und der Alkoholhalluzinose (ICD-10 F10.52) mit Wahnvorstellungen des Kranken, in denen er beispielsweise Stimmen hört, die ihn beschimpfen. Psychosen im Zusammenhang mit Alkohol können bei akuter Vergiftung, Alkoholentzug sowie bei chronischen Alkoholikern auftreten. Die spezifische Diagnose der alkoholbedingten Psychose wird auch als Alkoholhalluzinose bezeichnet, eine relativ seltene Folge des Alkoholmissbrauchs, die je nach den für die Diagnose verwendeten Einschlusskriterien jedoch häufiger vorkommt als klassisch angenommen. Der alkoholische Eifersuchtswahn kann sich dauerhaft entwickeln, die Alkoholhalluzinose klingt nach Konsumeinstellung nach wenigen Monaten ab, entwickelt sich aber dauerhaft, wenn der Konsum nicht eingestellt wird.
Bei der alkoholinduzierten Psychose treten Psychosesymptome während oder kurz nach starkem Alkoholkonsum auf oder wenn Patienten ins Krankenhaus eingeliefert werden und dann Entzugserscheinungen mit oder ohne Delirium tremens entwickeln. Klinisch gesehen ist die alkoholinduzierte Psychose ähnlich der Schizophrenie, hat sich aber als eine einzigartige und unabhängige Erkrankung erwiesen [ICD-11 6C40.6; ICD-10 F10.5; DSM-5 292.1 alcohol-induced psychotic disorder (AIPD).
Sie ist gekennzeichnet durch Halluzinationen, Paranoia und Angst. Eine niederländische Übersichtsarbeit aus dem Jahr 2015 über alkoholinduzierte psychotische Störungen ergab eine Lebenszeitprävalenz von 0,4 % in der Allgemeinbevölkerung und eine Prävalenz von 4 % der alkoholinduzierten Psychose bei Patienten mit Alkoholabhängigkeit. Die Alkoholpsychose kann wenige Wochen bis Monate dauern. Patienten mit alkoholbedingter Psychose haben ein Risiko von 5 % bis 30 %, ein chronisches schizophrenieähnliches Syndrom zu entwickeln. Einmal mit einer alkoholbedingten Psychose diagnostiziert, besteht eine Chance auf Wiedereintritt von 68 % und eine Komorbidität (Begleiterkrankung) von 37 % mit anderen psychischen Störungen. Neben der Alkoholpsychose haben Patienten eine wesentlich höhere Chance, an Angststörungen oder Depressionen zu erkranken oder an Suizid zu sterben.
Das Auftreten ist bei Männern im erwerbsfähigen Alter am höchsten. Es gibt auch eine höhere Prävalenz der alkoholbedingten Psychose bei Patienten, die in jungen Jahren vom Alkohol abhängig wurden, sowie bei Patienten mit niedrigem sozioökonomischen Status, Personen, die arbeitslos sind oder von ihrer Rente leben, und solchen, die allein leben. Bei Alkoholikern wurden väterliche Alkoholprobleme und väterliche psychische Gesundheitsprobleme mit einem höheren Auftreten der alkoholbedingten Psychose in Verbindung gebracht. Zwillingsstudien deuten auch auf eine genetische Prädisposition für die Entwicklung einer alkoholbedingten Psychose hin.

## Cannabinoide
Inwieweit Cannabinoide Psychosen auslösen können, ist abschließend nicht geklärt, ein ursächlicher Zusammenhang ist bislang noch nicht gefunden worden. Es blieb bislang unklar, ob Cannabinoide hier als alleiniger Faktor oder in Kombination mit anderen Faktoren (Alkohol, Vorerkrankungen) als Auslöser in Betracht kommen. Als möglicher neurobiologischer Mechanismus wurde eine durch Cannabinoide verursachte Störung dopaminerger Systeme diskutiert. Untersuchungen über einen möglichen Zusammenhang zwischen dem COMT-Genotyp und der Wahrscheinlichkeit einer Psychoseentwicklung bei Cannabis-Konsumenten ergaben bislang (Stand 2018) uneinheitliche Ergebnisse und ein äußerst komplexes Bild. Cannabis wird möglicherweise auch aufgrund der antipsychotischen Wirkung des Cannabidiols (CBD) im Rahmen einer Selbstmedikation konsumiert, mehrere Studien deuten auf ein heilsames Potential von Cannabidiol bei Schizophrenie hin. Die Weltgesundheitsorganisation hält in ihrem Review von 2018 fest:

“The vast majority of people who use cannabis will never develop a psychotic disorder, and those who do are likely to have some genetic vulnerability to cannabis-induced psychosis.”

„Die überwiegende Mehrheit der Menschen, die Cannabis konsumieren, wird nie eine psychotische Störung entwickeln, und diejenigen, die dies tun, werden wahrscheinlich eine genetische Anfälligkeit für eine durch Cannabis induzierte Psychose haben.“

Auf der Basis einer Fall-Kontroll-Studie (2019) mit mehr als 900 Psychose-Patienten in verschiedenen Regionen Europas wurde eine sehr deutliche Korrelation zwischen dem Risiko der Ausprägung von Psychosen und dem täglichen Freizeitkonsum sowie hohen THC-Konzentrationen festgestellt. Jedoch wurde in dem Studiendesign weder der Cannabidiol-Wert des konsumierten Cannabis mit berücksichtigt, noch wurden Urin- oder Blutproben der Teilnehmer entnommen. Sie hält abschließend fest:

“In conclusion, our findings confirm previous evidence of the harmful effect on mental health of daily use of cannabis, especially of high-potency types. Importantly, they indicate for the first time how cannabis use affects the incidence of psychotic disorder. Therefore, it is of public health importance to acknowledge alongside the potential medicinal properties of some cannabis constituents the potential adverse effects that are associated with daily cannabis use, especially of high-potency varieties.”

„Zusammenfassend bestätigen unsere Ergebnisse frühere Belege für die schädlichen Auswirkungen des täglichen Cannabiskonsums auf die psychische Gesundheit, insbesondere bei hochpotenten Typen. Wichtig ist, dass sie zum ersten Mal zeigen, wie sich der Cannabiskonsum auf die Häufigkeit psychotischer Störungen auswirkt. Daher ist es für die öffentliche Gesundheit von Bedeutung, neben den potenziellen medizinischen Eigenschaften einiger Cannabisbestandteile auch die potenziellen Nebenwirkungen zu berücksichtigen, die mit dem täglichen Cannabiskonsum verbunden sind, insbesondere bei hochwirksamen Sorten.“

Die durch Cannabinoide induzierte psychotische Störung (ICD-10 F12.50-.53) ist oft paranoid-halluzinatorisch geprägt mit deutlich affektiven Anteilen (schizoaffektive Prägung). Sie hält Tage bis wenige Wochen an, selten auch Monate.

### Cannabinoide und Schizophrenie
Ob Cannabis Schizophrenie auslöst, ist umstritten, die Internationale Klassifikation der Krankheiten hat dafür keinen Code vorgesehen, auch ist die Kausalkette unklar. Weiterhin ist der Cannabiskonsum seit 1960 stark angestiegen, jedoch blieb die Zahl der Schizophreniefälle relativ konstant. Es gibt Anhaltspunkte dafür, dass Cannabiskonsum bei bestimmten Personen das Risiko der Ausbildung einer Schizophrenie erhöhen oder den Verlauf einer bestehenden schizophrenen Erkrankung verschlechtern kann.

## Kokain
Eine Kokainpsychose ist gekennzeichnet durch paranoid wahnhafte Wahrnehmungsstörungen sowie durch optische, akustische und taktile Wahrnehmungsstörungen. Dermatozoenwahn ist ein charakteristisches Symptom, hierbei glaubt der Betroffene, Insekten krabbelten unter seiner Haut. Diese Zustände können chronisch bleiben.

## MDMA (Ecstasy)
Akute, als auch über Wochen und Monate anhaltende, psychotische Effekte – neben Halluzinationen auch Panikattacken und Depersonalisation – sind in Einzelfällen nach Einnahme von MDMA (Ecstasy) beschrieben worden, mehrfach auch nach nur einmaligem Konsum in üblicher Dosis.

## Halluzinogene
Durch Halluzinogene ausgelöste Psychosen unterscheiden sich deutlich von durch andere Substanzen induzierten Psychosen, weshalb davon abgrenzend das Krankheitsbild einer durch Halluzinogene induzierten Psychose existiert, die Hallucinogen persisting perception disorder (HPPD).  Insbesondere bei halluzinogenen Substanzen wie LSD und Psilocybin kann es zu Rauschzuständen kommen, bei denen nicht von der Sinneswahrnehmung stammende Farben, Formen oder Bilder wahrgenommen werden. Diese Zustände können einer Psychose ähneln (siehe auch: Modellpsychose), sind jedoch von einer substanzinduzierten Psychose zu unterscheiden: Im Gegensatz zum psychisch Erkrankten können Konsumenten von Halluzinogenen in der Regel erkennen, dass die von ihnen wahrgenommenen Phänomene nicht äußeren, sondern inneren Ursprungs sind und lediglich Pseudohalluzinationen darstellen. Bei schizophrenen Formenkreisen dominieren akustische Halluzinationen und nur gelegentlich können optische Phänomene auftreten.
In einer retrospektiven Querschnittsstudie (2013) von Patientenangaben in Fragebögen aus den Jahren 2001 bis 2004 wurde ein möglicher statistischer Zusammenhang zwischen ärztlicher Behandlung innerhalb des vergangenen Jahres wegen psychischer oder psychiatrischer Probleme und mindestens einmaliger Einnahme von einer der psychedelischen Substanzen LSD, Psilocybin oder Mescalin/Peyote während des gesamten Lebens untersucht. Die Unterlagen des National Survey of Drug Use and Health (NSDUH), durchgeführt vom Gesundheitsministerium der USA, lieferten die Daten von 130.152 solcher Patienten für diesen Zeitraum. Von diesen gaben 21.967 an, mindestens einmal in ihrem Leben eine der genannten Substanzen konsumiert zu haben. Ein statistisch signifikanter Zusammenhang zwischen den untersuchten Variablen wurde nicht gefunden. Die Autoren folgerten daraus, dass eine mindestens einmalige Einnahme von einer der psychedelischen Substanzen LSD, Psilocybin oder Mescalin/Peyote während des gesamten Lebens kein unabhängiger Risikofaktor für psychische Probleme des vergangenen Jahres sei. Sie wiesen jedoch darauf hin, dass eine Studie dieser Art keine Hinweise auf mögliche ursächliche Zusammenhänge gebe.

## Rezeption in den Medien
- In Das verlorene Wochenende erlebt die Hauptfigur Don Birnam die Folgen seines Alkoholentzugs und der darauf resultierenden Alkoholpsychose.
- In Leaving Las Vegas trinkt sich die alkoholkranke Hauptfigur zu Tode.
- Der Film „Das weiße Rauschen“ mit Daniel Brühl thematisiert den Ausbruch einer paranoiden Schizophrenie nach Drogenkonsum (Marihuana und Psilocybin).
- Darren Aronofskys Requiem for a Dream beschreibt die Ursachen und Folgen einer Amphetaminpsychose.
- Blow zeigt die Verstrickung in Kokain und Alkohol und die Ursachen und Folgen des Drogenmissbrauchs.
- In Harvard Man gerät ein Student durch LSD in eine Desorientierung, die er nur mit ärztlicher Hilfe wieder überwindet.
- „Berlin Calling“ behandelt die musikalische Karriere von DJ Ickarus (Paul Kalkbrenner). Nachdem Ickarus bei einem Auftritt eine PMA-haltige Ecstasytablette konsumiert, erleidet er eine drogeninduzierte Psychose.
- Jim Carroll – In den Straßen von New York mit Leonardo DiCaprio und Juliette Lewis erzählt die Geschichte eines talentierten, jungen Basketballspielers und dessen durch Drogen ausgelösten sozialen Absturz.
- Der von Ray Liotta dargestellte Gangster Henry Hill leidet gegen Ende des Films GoodFellas – Drei Jahrzehnte in der Mafia zunehmend unter einem durch seinen exzessiven Kokainkonsum ausgelösten Verfolgungswahn.

### Alkohol
- Brian P. Murray, John R. Richards, Holly A. Stankewicz, Sunny P. Aslam, Philip Salen: Alcohol Related Psychosis. In: ncbi.nlm.nih.gov. 9. März 2025, abgerufen am 24. Juli 2025 (englisch). PMID 29083782
- Skryabin VY, Martinotti G, Franck J, Zastrozhin MS: Acute Alcoholic Hallucinosis: A Review. In: Psychopathology. 56. Jahrgang, Nr. 5, 2023, S. 383–390, doi:10.1159/000528573, PMID 36657433 (englisch).
- B. Masood, P. Lepping, D. Romanov, R. Poole: Treatment of Alcohol-Induced Psychotic Disorder (Alcoholic Hallucinosis) – A Systematic Review. In: Alcohol and alcoholism. Band 53, Nummer 3, Mai 2018, S. 259–267, doi:10.1093/alcalc/agx090. PMID 29145545 (Review).
- M. L. Hendricks, R. A. Emsley, D. G. Nel, H. B. Thornton, G. P. Jordaan: Cognitive changes in alcohol-induced psychotic disorder. In: BMC research notes. Band 10, Nummer 1, April 2017, S. 166, doi:10.1186/s13104-017-2485-0. PMID 28446210, PMC 5406896 (freier Volltext).

### Cannabis
- T. H. Moore, S. Zammit, A. Lingford-Hughes, T. R. Barnes, P. B. Jones, M. Burke, G. Lewis: Cannabis use and risk of psychotic or affective mental health outcomes: a systematic review. In: Lancet. Band 370, Nummer 9584, Juli 2007, ISSN 1474-547X, S. 319–328, doi:10.1016/S0140-6736(07)61162-3. PMID 17662880 (Review).
- D. M. Semple, A. M. McIntosh, S. M. Lawrie: Cannabis as a risk factor for psychosis: systematic review. In: Journal of psychopharmacology. Band 19, Nummer 2, März 2005, ISSN 0269-8811, S. 187–194. PMID 15871146 (Review).

### Kokain
- Jerome J. Platt: Cocaine Addiction: Theory, Research, and Treatment. Harvard University Press 2000, ISBN 0-674-00178-8.
- Roger D. Weiss, Steven M. Mirin, Roxanne L. Bartel: Cocaine. American Psychiatric Pub 2002, ISBN 1-58562-138-2.

### Halluzinogene
- Lee M. Cohen, Frank L. Collins, Jr., Alice Young, Dennis E. McChargue, Thad R. Leffingwell, Katrina L. Cook: Pharmacology and Treatment of Substance Abuse: Evidence and Outcome Based Perspectives. New York, Routledge 2013, ISBN 1-135-70401-5.
- Jan Dirk Blom: A Dictionary of Hallucinations. Springer Science & Business Media 2009, ISBN 1-4419-1223-1.

### MDMA (Ecstasy)
- Leslie Iversen: Speed, Ecstasy, Ritalin: The Science of Amphetamines. Oxford University Press 2008, ISBN 0-19-853090-0.
- Ralph E. Tarter, Robert Ammerman, Peggy J. Ott: Handbook of Substance Abuse: Neurobehavioral Pharmacology. Springer Science & Business Media 2013, ISBN 1-4757-2913-8.